# ПАК між с. Новий Світ і Судаком
Прибережний аквальний комплекс між с. Новий Світ і Судаком — гідрологічна пам'ятка природи місцевого значення, розташована біля смт Новий Світ Судацької міської ради АР Крим. Створена відповідно до Постанови ВР АРК № 97 від 22 грудня 1972 року.

## Загальні відомості
Землекористувачем пам'ятки є ДП «Судацьке лісомисливське господарство», Судацьке лісництво, площа — 120 гектарів. Розташована біля селища Уютне Судацької міської ради.
Охоронна зона пам'ятки природи «Прибережний аквальний комплекс між с. Новий Світ і Судаком» встановлена з метою захисту особливо охоронюваної природної території від несприятливих антропогенних впливів.

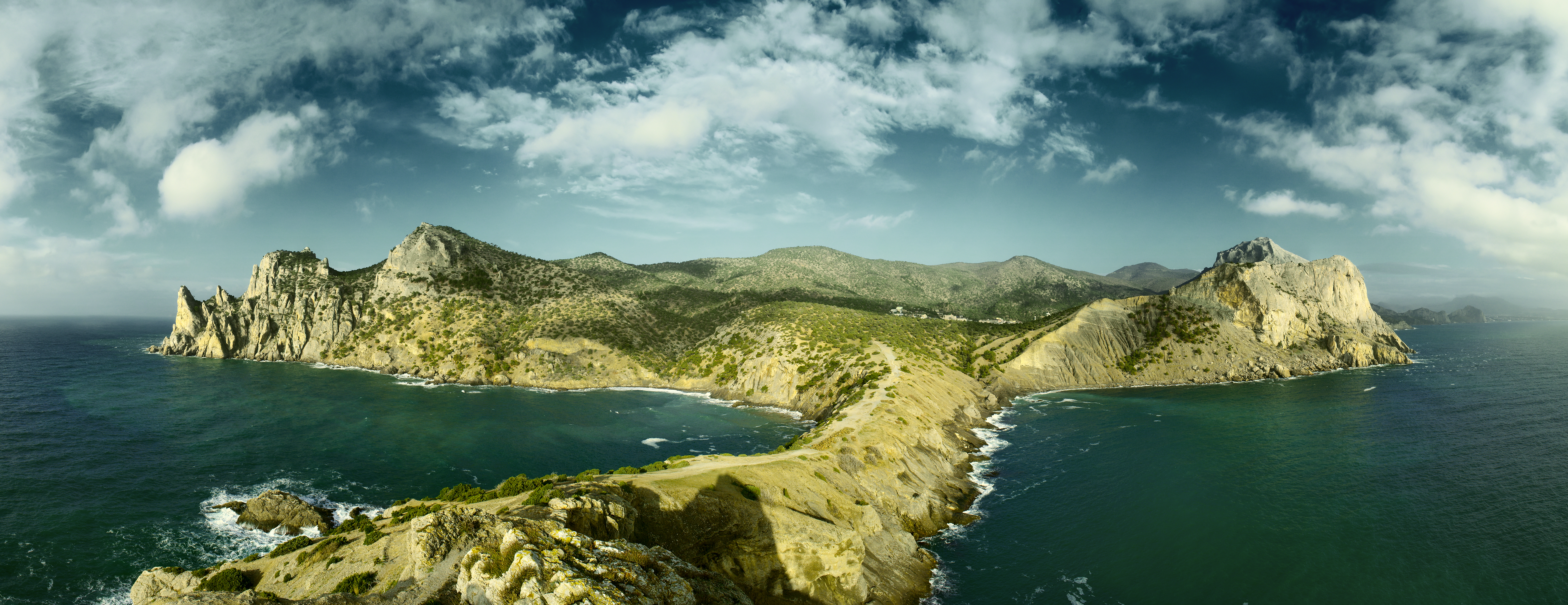
Півострів. Ботанічний заказник «Новий Світ», гідрологічна пам'ятка природи «Прибережний аквальний комплекс між Новим Світом і Судаком», АР Крим